# Ifta
Pour les articles homonymes, voir IFTA.
Ifta est une ancienne commune allemande de l'arrondissement de Wartburg, Land de Thuringe.

## Géographie
Ifta est un village-rue le long de la rivière du même nom et de la Bundesstraße 7, à la frontière avec la Hesse.
La commune comprend les quartiers d'Ifta et Wolfmannsgehau.
|         |              | Treffurt  |
| Ringgau | Ifta         | Creuzburg |
|         | Herleshausen |           |

## Histoire
Ifta est mentionné pour la première fois en 1260 sous le nom d'Yfide dans un document de l'abbaye de Frauensee. 
Du temps de la RDA, Ifta fait partie de la zone d'exclusion le long de la frontière interallemande. Elle accueille une troupe. Des familles pressentant l'Action Bleuet fuient à l'ouest.